# Scopula sebata
Scopula sebata är en fjärilsart som beskrevs av Fletcher 1958. Scopula sebata ingår i släktet Scopula och familjen mätare. Inga underarter finns listade.